# Felix Hirsch
Felix Eduard Hirsch (* 7. Februar 1902 in Berlin; † 12. Dezember 1982 in Newtown, Pennsylvania) war ein deutsch-amerikanischer Journalist, Historiker und Bibliothekar.

## Studium
Hirsch studierte Geschichte an den Universitäten Berlin und Heidelberg. Er wurde 1924 bei Hermann Oncken promoviert; im amerikanischen Exil machte er 1940 an der Columbia University einen Bachelor in Bibliothekswissenschaften.

## Tätigkeit bis 1933 in Deutschland
Hirsch war von 1924 bis 1933 politischer Redakteur im Rudolf-Mosse-Verlag. Er schrieb für die in diesem Verlag erscheinenden Zeitungen Achtuhr Abendblatt (National-Zeitung) und das Berliner Tageblatt. Zudem lieferte er Artikel u. a. für die Frankfurter Zeitung, die Neue Zürcher Zeitung und die Preußischen Jahrbücher. Weil er im Achtuhr Abendblatt enthüllt hatte, dass der Richter Kurt Soelling ein konvertierter Jude war, wurde Hirsch wegen Verleumdung angeklagt.

## Tätigkeit ab 1935 in den Vereinigten Staaten von Amerika
Hirsch wanderte 1935 in die USA aus, wo er am Bard College der Columbia University lehrte und die dortige Bibliothek leitete. 1955 wurde er Professor für Geschichte am Trenton State College in New Jersey. Er war Gastprofessor an der Technischen Universität Karlsruhe und an der Universität Heidelberg. Er war Gründungsmitglied des American Council on Germany und erhielt 1973 das Große Bundesverdienstkreuz.
Mit seiner Frau Elisabeth Feist Hirsch (⚭ 6. November 1938) hatte er zwei Söhne: Roland (* 1939) und Thomas (* 1942).

## Schriften (Auswahl)
- Gustav Stresemann. Patriot und Europäer. Göttingen: Musterschmidt 1964 (= Persönlichkeit und Geschichte, Bd. 36).
- Stresemann. Ein Lebensbild. Göttingen: Musterschmidt 1978, ISBN 3-7881-1692-7.